# Teyvon Myers
Teyvon Myers (Brooklyn, 20 giugno 1994) è un cestista statunitense.